# Robert Bernasconi
Robert L. Bernasconi (Newcastle, Regne Unit, 1950) és Edwin Erle Sparks Professor de filosofia a la universitat de l'estat de Pennsilvània (EUA) És conegut com a lector de Martin Heidegger i Emmanuel Levinas, i pel seu treball en el concepte de "raça". També ha escrit diversos llibres sobre història.
Bernasconi va rebre el seu doctorat de la Universitat de Sussex. Va ser mestre a la Universitat d'Essex durant tretze anys abans d'ocupar un lloc a la Universitat de Memphis. A la tardor de 2009 va traslladar-se de Memphis al departament de filosofia a la Universitat Estatal de Pennsilvània. Bernasconi prové d'una família acadèmica d'origen suís. El seu germà John és el director general de Belles Arts a la Universitat de Hull.
A més d'un extens treball sobre Heidegger i Levinas, Bernasconi ha escrit sobre Immanuel Kant, Georg Wilhelm Friedrich Hegel, Hannah Arendt, Hans-Georg Gadamer, Jean-Paul Sartre, Frantz Fanon, Jacques Derrida, entre altres altres. A principis de 1990 Bernasconi va començar a desenvolupar un interès en els conceptes de raça i el racisme, en relació amb la història de la filosofia. A més d'escriure nombrosos articles sobre el racisme, l'esclavisme, la filosofia africana i altres temes relacionats, que també ha editat i publicat una gran quantitat de matèria primera en relació amb aquests temes.